# Jeff Hearn
Jeffery Richard (Jeff) Hearn,  född 5 augusti 1947, är en brittisk sociolog. Han är professor i sociologi vid University of Huddersfield, Storbritannien, professor emeritus vid Hanken/Svenska Handelshögskolan, Finland, seniorprofessor i kulturgeografi vid Örebro universitet, och var 2018-2021 professor extraordinarius vid University of South Africa.
Jeff Hearn har haft ett  stort inflytande på forskningen om kritiska studier om män och maskulinitet, organisation, samt feministisk forskning och våldsforskning. Han utvecklade teorin om våld som ojämlikhet och - tillsammans med kollegor - teorin om våldsregimer. Tillsammans med David Morgan, Colin Creighton, Chris Middleton, Ray Thomas och Clive Pearson initierade han  grundregler för studiet av män och maskulinitet, publicerade som "Changing men's sexist practice in sociology", Network, nr 25, januari 1983. Efter arbete i forsknings- och studiegruppen för män och maskulinitet i Bradford utvecklades och publicerades principerna i Achilles' Heel 1987, och tre år senare lade Hearn och Morgan till en sjätte i boken Men, Masculinities and Social Theory.

## Publikationer i urval
- Hearn, Jeff (1992). Men in the public eye: the construction and deconstruction of public men and public patriarchies. Critical studies on men and masculinities 4. London New York. ISBN 9780415076203.
- Hearn, Jeff (1998). The violences of men: how men talk about and how agencies respond to men's violence to women. London. ISBN 9780803979406.
- Hearn, Jeff; Popay, Jennie; Edwards, Jeanette (1998). Men, gender divisions and welfare. London New York. ISBN 9780415119719.
- Hearn, Jeff; Parkin, Wendy (2001). Gender, sexuality and violence in organizations: the unspoken forces of organization violations. London. ISBN 9780761959120.
- Hearn, Jeff; Heiskanen, Tuula (2004). Information society and the workplace: spaces, boundaries and agency. London. ISBN 9780415272230.
- Hearn, Jeff; Kimmel, Michael; Connell, Raewyn (2005). Handbook of studies on men and masculinities. Thousand Oaks, California: Sage. ISBN 9780761923695.
- Hearn, Jeff; Pringle, Keith (2006). Men and masculinities in Europe. London: Whiting & Birch. ISBN 9781861770424.
- Hearn, Jeff; Pringle, Keith (2006). European perspectives on men and masculinities: national and transnational approaches. Basingstoke England New York: Palgrave Macmillan. ISBN 9781403918130. Paperback, 2009 ISBN 9780230594470
- Hearn, Jeff; Burr, Viv (2008). Sex, violence and the body: the erotics of wounding. Houndmills, Basingstoke, Hampshire England New York: Palgrave Macmillan. ISBN 9780230549340.
- Hearn, Jeff; Piekkari, Rebecca; Jyrkinen, Marjut (2009). Managers talk about gender: what managers in large transnational corporations say about gender policies, structures and practices (PDF). Helsinki, Finland: Edita publishing.[permanent dead link]
- Hearn, Jeff; Husu, Liisa; Lämsä, Anna-Maija; Vanhala, Sinikka (2010). Leadership through the gender lens: Women and men in organizations (PDF). Helsinki, Finland: Edita publishing.[permanent dead link]
- Hearn, Jeff; Pringle, Keith; Ruspini, Elisabetta; Pease, Bob (2011). Men and masculinities around the world: transforming men's practices. New York, New York: Palgrave Macmillan. ISBN 9780230107151.
- Hearn, Jeff; Olesky, Elżbieta H.; Golanska, Dorota (2013). Limits of gendered citizenship: contexts and complexities. Oxford New York: Routledge. ISBN 9780415851268.
- Hearn, Jeff (March 2013). "The sociological significance of domestic violence: Tensions, paradoxes and implications" (PDF). Current Sociology. 61 (2). Sage: 152–170. doi:10.1177/0011392112456503. S2CID 144916812. Pdf.
- Hearn, Jeff (2015). Men of the world genders, globalizations, transnational times. Thousand Oaks, California London: Sage. ISBN 9781446207185.